# جزيرة بينزون
جزيرة بينزون، التي تسمى أحيانا بجزيرة دنكان (نسبة لدنكان آدم الفيكونت دنكان 1)، هي جزيرة تقع في أرخبيل غالاباغوس .
بينزون هي موطن السلاحف العملاقة، وأسود البحر وغيرها من الأنواع المستوطنة.و ليس لديها مواقع للزيارة ويلزم الحصول على تصاريح للزيارة.وتبلغ مساحتها من 218 كم2 وعلى ارتفاع 458 متر كحد أقصى.ويمثل هذا المركز الجغرافي للجزر غالاباغوس ولذلك فمن المستغرب أن أيا من جزر غالاباغوس تتواجد بها اثنين من أنواع الأشجار الرئيسية في الجزيرة. في منطقة الرطبة تم العثور على الأنواع الفريدة من شجرة ديزي. وواحد من أهم أنواع الأشجار في جزيرة بينزون هي شجرة الرمال الحمراء. وهي شجرة مستوردة من زيمبابوي.